# Chelo (cantante)
José Óscar Mejías Hernández, más conocido como Chelo, es un cantante, rapero y coreógrafo puertorriqueño que fusiona ritmos latinos y urbanos. Ha producido música tanto en español como en inglés.

## Biografía
Chelo hizo su debut con “Cha Cha” en la primavera de 2006, en un capítulo de Dancing with the Stars, tras lo cual se volvió viral en internet.
Meses después, Chelo se da a conocer mundialmente en la gala de Miss Universo 2006, ganada por su compatriota Zuleyka Rivera y donde la canción "Cha Cha" pasa a ser conocida en todo el mundo.

## Discografía
- 360

- - 1. Un Corazón (One Heart)
  - 2. U Got Me
  - 3. Can't Let It Go
  - 4. Slow Motion
  - 5. Cha Cha
  - 6. Voodoo
  - 7. Fantasy
  - 8. Just Maybe
  - 9. Tus Ojos (Your Eyes)
  - 10. We Comes 2 Party
  - 11. Yummy
  - 12. Touch 2nite
  - 13. Cha Cha (Spanglish)